# Saraceae
Tribu
Les Saraceae sont une tribu de plantes à fleurs de la famille des Fabaceae (légumineuses) et de la sous-famille des Detarioideae.

## Liste des genres
- Endertia Steenis & de Wit
- Leucostegane Prain
- Lysidice Hance
- Saraca L.

## Publication originale
- (en) de la Estrella M., Forest F., Klitgård B., Lewis G.P., Mackinder B.A., de Queiroz L.P., Wieringa J.J. & Bruneau A. 2018. A new phylogeny-based tribal classification of subfamily Detarioideae, an early branching clade of florally diverse tropical arborescent legumes. Scientific Reports 8(1): 6884. DOI 10.1038/s41598-018-24687-3.